# Golden Kamuy
Golden Kamuy (ゴールデンカムイ, Gōruden Kamui) é um mangá da série escrita e ilustrada por Satoru Noda. A língua ainu na história é supervisionado por Hiroshi Nakagawa, um linguista da Universidade de Chiba especializado nesta. O mangá ganhou o 9º prêmio Manga Taisho. A Viz Media anunciou que licenciou o mangá na New York Comic Con de 2016. Uma adaptação para a tv foi ao ar em Abril de 2018.
O mangá de Golden Kamuy foi publicado na revista Young Jump entre agosto de 2014 e abril de 2022. O 31º e último volume do mangá foi lançado em julho de 2022. No Brasil, o mangá foi oficialmente publicado pelo selo Planet Manga da editora Panini a partir de maio de 2019.

## Enredo
Saichi Sugimoto, um sobrevivente da batalha da Colina 203 na Guerra Russo-Japonesa tornou-se um mineiro na ilha de Hokkaido, a fim de sustentar a viúva de seu falecido companheiro, Toraji. Ele ouve uma duvidosa história sobre um tesouro Ainu escondido por um grupo criminoso e, acidentalmente descobre pistas sobre a sua localização. Depois de ser atacado pela 7ª Divisão do Exército Imperial Japonês e outros grupos misteriosos, ele decide procurar o tesouro juntamente com uma jovem garota Ainu chamada Asirpa, que o salva do norte selvagem de Hokkaido.

## Personagens
Saichi Sugimoto (杉元 佐一, Sugimoto Saichi): Um soldado japonês veterano da guerra. Ele serviu na 1ª Divisão do Exército Imperial Japonês e lutou na batalha da Colina 203. Ele era temido por seu estilo de luta selvagem e sua surpreendente resistência no campo de batalha, sendo conhecido como "Sugimoto, o Imortal" (不死身の杉元, Fujimi no Sugimoto).
Asirpa (アシㇼパ): Uma menina Ainu que está a procura do assassino de seu pai. Ela, ao acidentalmente salvar Sugimoto de um urso selvagem, decide cooperar com ele por causa do seu pai, que foi vítima dos caçadores do ouro Ainu. Seu nome japonês é Asuko Kochoube (小蝶辺 明日子, Kochōbe Asuko).
Yoshitake Shiraishi (白石 由竹, Shiraishi Yoshitake): Um dos prisioneiros tatuados, conhecido como o rei das fugas. Ele é inicialmente capturado por Sugimoto, mas aceita uma trégua depois de precisarem da ajuda um do outro após caírem em um rio no frio de Hokkaido.
"Noppera-bo" (のっぺら坊, Nopperabō): Um prisioneiro conhecido apenas como "Noppera-bo" (em referência ao Yokai sem rosto de mesmo nome), que matou pessoas Ainu que conheciam a localização do ouro, e então o escondeu. Noppera-bo tatuou um mapa parcial da localização do ouro nos corpos de 24 prisioneiros. Seu nome real é Wilk. Ele é um russo Ainu de ascendência polonesa.
Primeiro-Tenente Tsurumi (鶴見 中尉, Tsurumi-chūi): Um oficial de carreira na 7ª divisão do Exército Imperial Japonês que procura o ouro escondido dos Ainu para conseguir separar Hokkaido do Japão como um país independente sob o comando de uma ditadura militar, com ele mesmo como líder.

## Recepção
Golden Kamuy teve 5 milhões de cópias impressas em abril de 2018. permaneceu no Ranking de Classificação Oricon de Mangás para a semana de 18 a 24 abril, em 2016, com o volume sete no oitavo lugar. Atualmente a obra conta com mais de 27 milhões de cópias vendidas.
A série ganhou o Grande Prémio de Manga em 2016. Ele foi nomeado nas edições 20 e 21 do anual Prémio Cultural Osamu Tezuka, em 2016 e 2017, e ganhou a 22ª edição do prêmio, em 2018, na categoria do Grande Prêmio. Ele também foi indicado para o 40º Prêmio de Mangá Kodansha na categoria geral, e para um Eisner Award para melhor edição americana de um mangá. Ele ficou em segundo lugar na edição de 2016 dos Kono Mangá ga Sugoi! lista de leitores masculinos.

## Anime
Uma versão em anime produzido pelo Geno Studio e dirigido por Hitoshi Nanba estreou no dia 9 de abril de 2018 na televisão Japonesa, e está prevista a exibição de 12 episódios. A série de TV é simulcast no Crunchyroll, e em seguida uma dublagem em inglês começou a ser transmitida na Funimation começando em 30 de abril de 2018.

### Dublagem original
| Personagem          | Voz Original        |
| ------------------- | ------------------- |
| Saichi Sugimoto     | Chikahiro Kobayashi |
| Asirpa              | Haruka Shiraishi    |
| Yoshitake Shiraishi | Kentarō Itō         |
| Lieutenant Tsurumi  | Houchu Ohtsuka      |
| Hyakunosuke Ogata   | Kenjiro Tsuda       |
| Genjirō Tanigaki    | Yoshimasa Hosoya    |
| Hajime Tsukishima   | Eiji Takemoto       |
| Kōhei Nikaidō       | Tomokazu Sugita     |
| Toshizō Hijikata    | Jouji Nakata        |
| Shinpachi Nagakura  | Takayuki Sugo       |
| Tatsuuma Ushiyama   | Kenji Nomura        |
| Tetsuzō Nihei       | Akio Ōtsuka         |
| Kazuo Henmi         | Toshihiko Seki      |
| Kiroranke           | Masaki Terasoma     |
| Kano Ienaga         | Sayaka Ohara        |